# Химн на Република Ирландия
Amhrán na bhFiann (на български: Песента на войника) е националния химн на Република Ирландия. Музиката е композирана от Патрик Хийни и Пийдър Киърни. Превод на ирландски е извършен от Лиъм О'Рин през 1923.

## Текст на ирландски
Amhrán na bhFiann

Sinne Fianna Fáil,

atá faoi gheall ag Éirinn,

Buíon dár slua

thar toinn do ráinig chughainn,

Faoi mhóid bheith saor

Seantír ár sinsear feasta,

Ní fhágfar faoin tíorán ná faoin tráill.

Anocht a théam sa bhearna baoil,

Le gean ar Ghaeil, chun báis nó saoil,

Le gunna scréach faoi lámhach na bpiléar,

Seo libh canaig amhrán na bhFiann

## Текст на английски
The Soldier's Song

Soldiers are we,

whose lives are pledged to Ireland,

Some have come

from a land beyond the wave,

Sworn to be free,

no more our ancient sireland,

Shall shelter the despot or the slave.

Tonight we man the „bearna baoil“,

In Erin’s cause, come woe or weal,

’Mid cannon’s roar and rifles’ peal,

We’ll chant a soldier’s song

## Превод на български
Песента на войника

Войници сме ние,

чийто живот е отдаден на Ирландия,

Някои са дошли

от земя отвъд вълната,

Заклели сме се Ирландия да бъде свободна

не повече от нашите древни деди,

Да подслоним деспот или роб.

Тази вечер ние човеците „bearna baoil“,

В предизвикателството на Ерин, горко или благо

„Ревът на оръдията и ека на пушката“,

Ще пеем песен – песента на войника